# Enzo Michelini
Enzo Michelini (Sant'Agostino, 11 giugno 1917 – Bobrowskij, 8 agosto 1942) è stato un militare italiano, decorato di Medaglia d'oro al valor militare alla memoria durante la seconda guerra mondiale.

## Biografia
Nacque a Sant'Agostino, provincia di Ferrara, l'11 giugno 1917. Dopo aver conseguito il diploma di ragioniere trovò impiego presso l'Istituto di Credito di Ferrara. Dopo l'entrata in guerra del Regno d'Italia, avvenuta il 10 giugno 1940, nell'agosto successivo venne ammesso a frequentare la Scuola allievi ufficiali di complemento della specialità bersaglieri a Pola, in Istria. Nel marzo 1941 ottenne la nomina a sottotenente, assegnato alla compagnia cannoni controcarro da 47/32 del 6º Reggimento bersaglieri, raggiungendo il reparto in zona di operazioni. Il 31 gennaio 1942 partiva per il fronte orientale a seguito del suo reparto, assegnato alla 3ª Divisione celere "Principe Amedeo Duca d'Aosta" del CSIR. Dietro sua richiesta partecipò ad un corso per guastatori tenutosi a Stalino, al termine del quale rientrò al proprio reggimento assumendo il comando di un plotone. Partecipò alla battaglia di Serafimowich, perdendo successivamente la vita a Bobrowskij, durante un duro combattimento svoltosi tra il 7 e l'8 agosto 1942. Per onorarne il coraggio venne assegnata la Medaglia d'oro al valor militare alla memoria.

### Fonti
1. 1 2 3  Gruppo Medaglie d'Oro al Valor Militare 1965, p. 64.
2. 1 2 3 4 5  Combattenti Liberazione.
3. ↑   Enzo Michelini, su quirinale.it. URL consultato il 17 maggio 2019.